# 朝倉郡

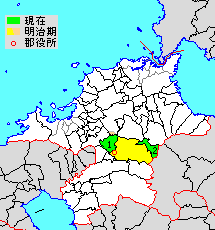
福岡県朝倉郡の位置（1.筑前町 2.東峰村 薄黄：後に他郡に編入された区域）

朝倉郡（あさくらぐん）は、福岡県の郡。
人口32,099人、面積119.07km²、人口密度270人/km²。（2025年2月1日、推計人口）
以下の1町1村を含む。
- 筑前町（ちくぜんまち）
- 東峰村（とうほうむら）

## 郡域
1896年（明治29年）に行政区画として発足した当時の郡域は、上記1町1村のほか、下記の区域にあたる。
- 朝倉市の全域
- 飯塚市の一部（桑曲）

## 歴史
- 明治29年（1896年）

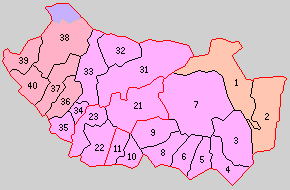
1.小石原村 2.宝珠山村 3.松末村 4.杷木村 5.久喜宮村 6.志波村 7.高木村 8.朝倉村 9.宮野村 10.福成村 11.大庭村 21.三奈木村 22.蜷城村・金川村・立石村（一部） 23.福田村・立石村（一部） 31.上秋月村 32.秋月町 33.安川村 34.甘木町 35.馬田村 36.大三輪村 37.栗田村 38.三根村 39.中津屋村 40.安野村（紫：飯塚市 桃：朝倉市 赤：筑前町 橙：東峰村）

  - 4月1日 - 郡制の施行のため、上座郡・下座郡・夜須郡の区域をもって発足。以下の町村が所属。郡名はかつて上座を「かみつあさくら」、下座を「しもつあさくら」と読んでいたことにちなむ。（2町24村）
    - 旧・上座郡（11村） - 小石原村、宝珠山村（現・東峰村）、松末村、杷木村、久喜宮村、志波村、高木村、朝倉村、宮野村、福成村、大庭村（現・朝倉市）
    - 旧・下座郡（5村） - 三奈木村、金川村、蜷城村、福田村、立石村（現・朝倉市）
    - 旧・夜須郡（2町8村） - 上秋月村、秋月町、安川村、甘木町、馬田村（現・朝倉市）、大三輪村、栗田村（現・筑前町）、三根村（現・飯塚市、筑前町）、中津屋村、安野村（現・筑前町）

  - 7月1日 - 郡制を施行。郡役所が甘木町に設置。
- 明治41年（1908年）
  - 3月20日 - 三根村・中津屋村・安野村が合併して夜須村が発足。（2町22村）
  - 9月1日 - 大三輪村・栗田村が合併して三輪村が発足。（2町21村）
- 明治42年（1909年）6月15日 - 福成村・大庭村が合併して大福村が発足。（2町20村）
- 大正12年（1923年）4月1日 - 郡会が廃止。郡役所は存続。
- 大正15年（1926年）7月1日 - 郡役所が廃止。以降は地域区分名称となる。
- 昭和14年（1939年）4月17日 - 杷木村が町制施行して杷木町となる。（3町19村）
- 昭和22年（1947年）12月17日 - 夜須村の一部（桑曲）が嘉穂郡内野村に編入。
- 昭和26年（1951年）4月1日 - 松末村・杷木町・久喜宮村・志波村が合併し、改めて杷木町が発足。（3町16村）
- 昭和29年（1954年）4月1日 - 甘木町・安川村・秋月町・上秋月村・立石村・福田村・馬田村・蜷城村・三奈木村・金川村が合併して甘木市が発足し、郡より離脱。（1町8村）
- 昭和30年（1955年）
  - 3月10日 - 高木村が甘木市に編入。（1町7村）
  - 3月31日 - 朝倉村・宮野村・大福村が合併し、改めて朝倉村が発足。（1町5村）
- 昭和37年（1962年）4月1日（4町2村）
  - 夜須村が町制施行して夜須町となる。
  - 朝倉村が町制施行して朝倉町となる。
  - 三輪村が町制施行して三輪町となる。
- 平成17年（2005年）
  - 3月22日 - 三輪町・夜須町が合併して筑前町が発足。（3町2村）
  - 3月28日 - 小石原村・宝珠山村が合併して東峰村が発足。（3町1村）
- 平成18年（2006年）3月20日 - 杷木町・朝倉町が甘木市と合併して朝倉市が発足し、郡より離脱。（1町1村）

### 変遷表
| 明治22年以前 | 旧郡   | 明治29年2月26日 | 明治29年 - 昭和19年    | 昭和20年 - 昭和34年          | 昭和35年 - 昭和64年 | 平成1年 - 現在         | 現在   |
| ------------ | ------ | --------------- | ---------------------- | ---------------------------- | ------------------- | ---------------------- | ------ |
|              | 上座郡 | 小石原村        | 小石原村               | 小石原村                     | 小石原村            | 平成17年3月28日 東峰村 | 東峰村 |
|              | 上座郡 | 宝珠山村        | 宝珠山村               | 宝珠山村                     | 宝珠山村            | 平成17年3月28日 東峰村 | 東峰村 |
|              | 上座郡 | 杷木村          | 昭和14年2月11日 町制   | 昭和26年4月1日 杷木町        | 杷木町              | 平成18年3月20日 朝倉市 | 朝倉市 |
|              | 上座郡 | 松末村          | 松末村                 | 昭和26年4月1日 杷木町        | 杷木町              | 平成18年3月20日 朝倉市 | 朝倉市 |
|              | 上座郡 | 久喜宮村        | 久喜宮村               | 昭和26年4月1日 杷木町        | 杷木町              | 平成18年3月20日 朝倉市 | 朝倉市 |
|              | 上座郡 | 志波村          | 志波村                 | 昭和26年4月1日 杷木町        | 杷木町              | 平成18年3月20日 朝倉市 | 朝倉市 |
|              | 上座郡 | 朝倉村          | 朝倉村                 | 昭和30年3月31日 朝倉村       | 昭和37年4月1日 町制 | 平成18年3月20日 朝倉市 | 朝倉市 |
|              | 上座郡 | 宮野村          | 宮野村                 | 昭和30年3月31日 朝倉村       | 昭和37年4月1日 町制 | 平成18年3月20日 朝倉市 | 朝倉市 |
|              | 上座郡 | 大庭村          | 明治42年6月15日 大福村 | 昭和30年3月31日 朝倉村       | 昭和37年4月1日 町制 | 平成18年3月20日 朝倉市 | 朝倉市 |
|              | 上座郡 | 福成村          | 明治42年6月15日 大福村 | 昭和30年3月31日 朝倉村       | 昭和37年4月1日 町制 | 平成18年3月20日 朝倉市 | 朝倉市 |
|              | 上座郡 | 高木村          | 高木村                 | 昭和30年3月10日 甘木市に編入 | 甘木市              | 平成18年3月20日 朝倉市 | 朝倉市 |
|              | 下座郡 | 三奈木村        | 三奈木村               | 昭和29年4月1日 甘木市        | 甘木市              | 平成18年3月20日 朝倉市 | 朝倉市 |
|              | 下座郡 | 金川村          | 金川村                 | 昭和29年4月1日 甘木市        | 甘木市              | 平成18年3月20日 朝倉市 | 朝倉市 |
|              | 下座郡 | 蜷城村          | 蜷城村                 | 昭和29年4月1日 甘木市        | 甘木市              | 平成18年3月20日 朝倉市 | 朝倉市 |
|              | 下座郡 | 立石村          | 立石村                 | 昭和29年4月1日 甘木市        | 甘木市              | 平成18年3月20日 朝倉市 | 朝倉市 |
|              | 下座郡 | 福田村          | 福田村                 | 昭和29年4月1日 甘木市        | 甘木市              | 平成18年3月20日 朝倉市 | 朝倉市 |
|              | 夜須郡 | 甘木町          | 甘木町                 | 昭和29年4月1日 甘木市        | 甘木市              | 平成18年3月20日 朝倉市 | 朝倉市 |
|              | 夜須郡 | 秋月町          | 秋月町                 | 昭和29年4月1日 甘木市        | 甘木市              | 平成18年3月20日 朝倉市 | 朝倉市 |
|              | 夜須郡 | 上秋月村        | 上秋月村               | 昭和29年4月1日 甘木市        | 甘木市              | 平成18年3月20日 朝倉市 | 朝倉市 |
|              | 夜須郡 | 馬田村          | 馬田村                 | 昭和29年4月1日 甘木市        | 甘木市              | 平成18年3月20日 朝倉市 | 朝倉市 |
|              | 夜須郡 | 安川村          | 安川村                 | 昭和29年4月1日 甘木市        | 甘木市              | 平成18年3月20日 朝倉市 | 朝倉市 |
|              | 夜須郡 | 大三輪村        | 明治41年9月1日 三輪村  | 三輪村                       | 昭和37年4月1日 町制 | 平成17年3月22日 筑前町 | 筑前町 |
|              | 夜須郡 | 栗田村          | 明治41年9月1日 三輪村  | 三輪村                       | 昭和37年4月1日 町制 | 平成17年3月22日 筑前町 | 筑前町 |
|              | 夜須郡 | 三根村          | 明治41年3月20日 夜須村 | 夜須村                       | 昭和37年4月1日 町制 | 平成17年3月22日 筑前町 | 筑前町 |
|              | 夜須郡 | 中津屋村        | 明治41年3月20日 夜須村 | 夜須村                       | 昭和37年4月1日 町制 | 平成17年3月22日 筑前町 | 筑前町 |
|              | 夜須郡 | 安野村          | 明治41年3月20日 夜須村 | 夜須村                       | 昭和37年4月1日 町制 | 平成17年3月22日 筑前町 | 筑前町 |

## 行政
歴代郡長
| 代 | 氏名 | 就任年月日               | 退任年月日                | 備考                   |
| -- | ---- | ------------------------ | ------------------------- | ---------------------- |
| 1  |      | 明治29年（1896年）4月1日 |                           |                        |
|    |      |                          | 大正15年（1926年）6月30日 | 郡役所廃止により、廃官 |

郡長を務めた主な人物
- 辻山治平